# Jordbävningen i Spitak 1988

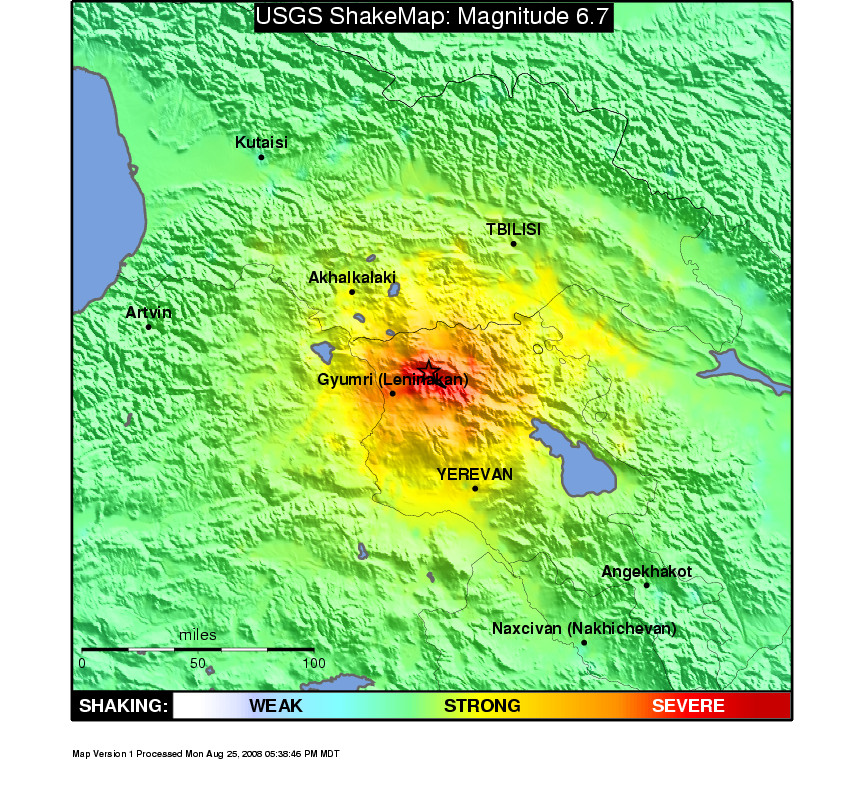
Karta från US Geological Survey över intensitetetn i jordskalvet

Jordbävningen i Spitak inträffade den 7 december 1988 i Spitak i Armenien i dåvarande Sovjetunionen. Jordbävningens magnitud mättes till 6,9 på Richterskalan, och totalt dog minst 25 000 människor i jordbävningen. Efter jordbävningen bad Michail Gorbatjov USA om humanitär hjälp, vilket accepterades. Även andra länder i väst skickade hjälp.